# كارل أولريش
كارل أولريش (بالألمانية: Karl Ullrich)‏ هو عسكري ألماني، ولد في 1 ديسمبر 1910 في سرغومين في فرنسا، وتوفي في 8 مايو 1996 في ألمانيا.